# Vườn thú và vườn thực vật ở Toruń
Vườn thú và vườn thực vật ở Toruń (tiếng Ba Lan: Ogród Zoobotaniczny w Toruniu) là một vườn bách thú và là một vườn thực vật nằm ở Toruń, Kuyavian-Pomeranian Voivodeship, Ba Lan. Vườn thực vật được thành lập vào năm 1797, khiến nó trở thành một trong những khu vườn lâu đời nhất ở Ba Lan. Năm 1965, vườn thực vật được sáp nhập với một vườn thú mới mở. Từ năm 2007, nó chính thức trở thành thành viên của Hiệp hội Sở thú và Aquaria châu Âu (EAZA).

## Lịch sử
Vào nửa sau của thế kỷ 17, một ngôi nhà manor lịch sử với một khu nhà ngoài và một khu vườn đã tồn tại trên khu vực của Vườn thú và Vườn thực vật hiện tại ở Toruń. Năm 1797, Johann Gottlieb Schultz đã mua toàn bộ khu vực và bắt đầu trồng nhiều loại cây và cây bụi khác nhau để thiết lập một khu vườn thực vật. Khu vườn được cho là có cảm tình, do đó, nhiều cây cầu, âu tàu, giàn dây leo, chuồng chim và nhà kính đã được xây dựng. Ông đã mua và trồng một số loài thực vật quý hiếm ở châu Âu, là nền tảng của vườn thực vật. Sau khi ông qua đời, khu vườn trở thành tài sản của Nhà thi đấu Hoàng gia Tin lành ở Toruń (Królewskie Gimnazjum w Toruniu). Khi Chiến tranh thế giới thứ nhất kết thúc, khu vườn trải qua thời kỳ suy tàn và trở nên tràn ngập một phần cỏ dại. Vào những năm 1920, trong thời gian phát triển nhanh chóng ở Cộng hòa Ba Lan Đệ nhị, khu vườn thực vật đã dần hồi sinh. Vào năm 1963 và 1964, nhờ Arnbert Sadecki, cư trú tại Argentina, một số động vật đã được chuyển đến Toruń, dẫn đến việc tạo ra khu vườn động vật. Trong số những động vật đầu tiên trong vườn thú là lạc đà không bướu, vẹt và bò Tây tạng. Chuồng chim và giàn dây leo mới đã được xây dựng. Từ những năm 1970, khu vườn bách thú đã mở cửa cho du khách. Vào những năm 1990, vườn thú đã thu được những loài động vật mới như khỉ, chó gấu trúc và cừu Barbary. Từ năm 1993, vườn thú đã nhận được tài trợ từ chính quyền thành phố Toruń. Một sở thú nhỏ, nơi dành cho trẻ em khả năng chơi với các con vật, cũng đã được mở trong giai đoạn này.
Du khách tham gia vườn thú cũng có thể nhìn thấy loài động vật như gấu nâu, bò bisons châu Âu, meerkat, mouflon, linh miêu, nhím, đà điểu, mang Reeves, wallabys đỏ cổ, sơn dương đuôi dài, lạc đà alpaca, và dê hoang dã. Trong số các loại cây được bảo vệ hợp pháp đáng chú ý trong bộ sưu tập của khu vườn là: Platanus × acerifolia, thông Áo, bạch quả, hazel Thổ Nhĩ Kỳ, dẻ gai châu Âu và sồi châu Âu.

## Danh sách giám đốc
- Mieczysław Kwiatkowski (1920-1933)
- Franciszek Podwojski (1953-1984)
- Jadwiga Malczyńska (1984-1990)
- Urszula WIerzbowska (1990-1991)
- Piotr Demicki (1991-1993)
- Hanna Ciemiecka (1993-2012)
- Beata Gęsińska (2012-nay)

## Hình ảnh

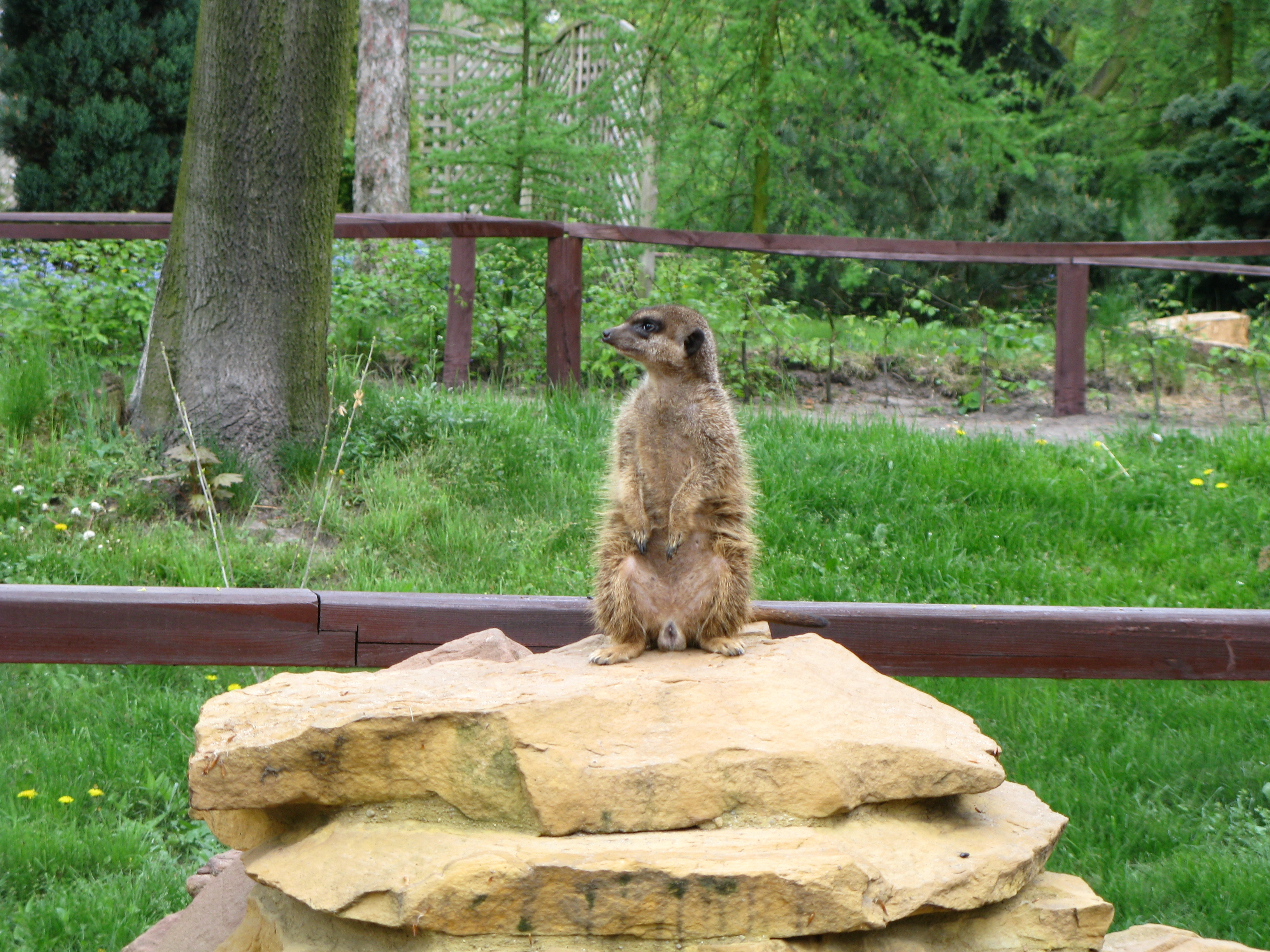
Meerkat
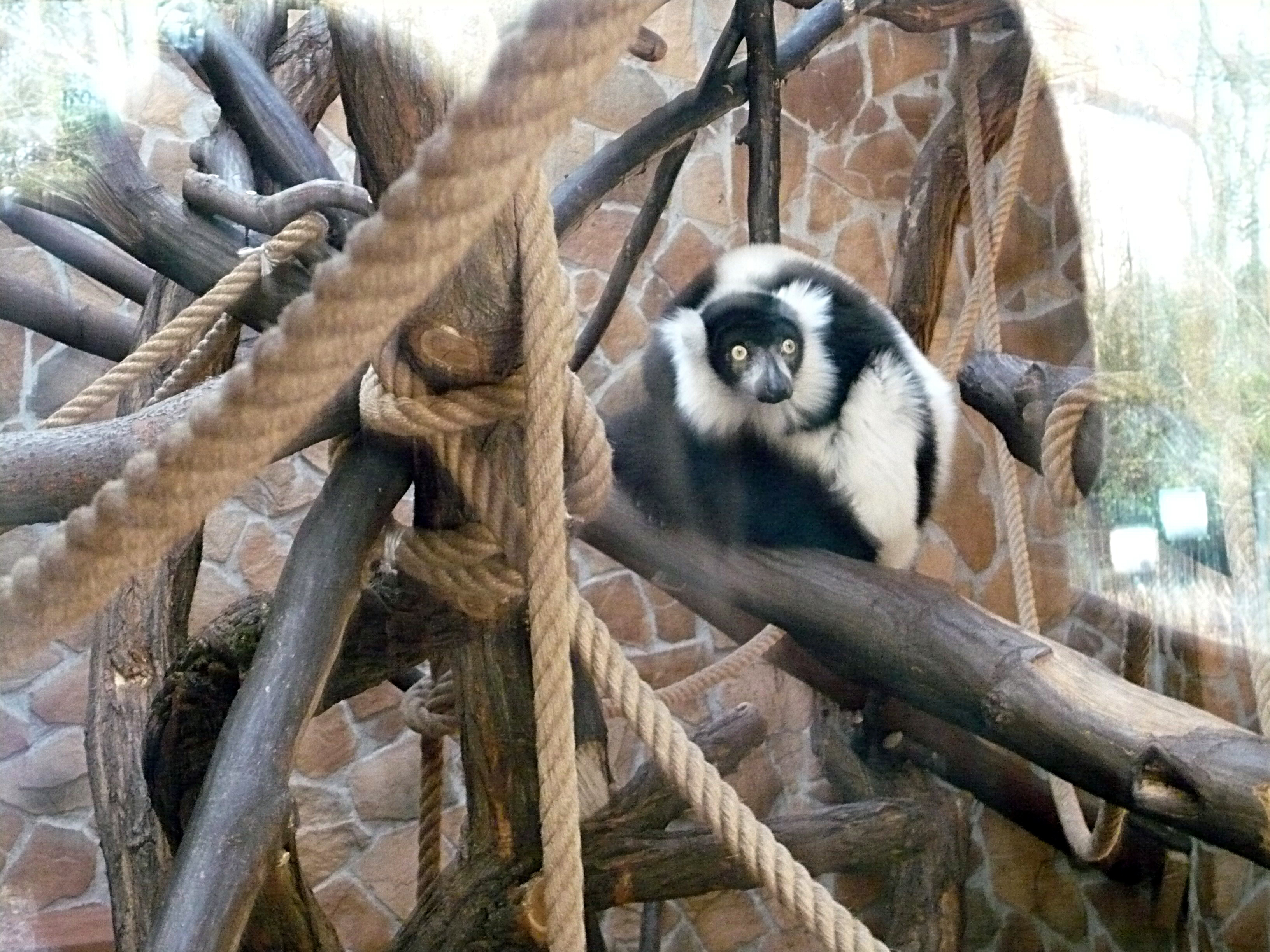
Vượn cáo xù lông đen trắng
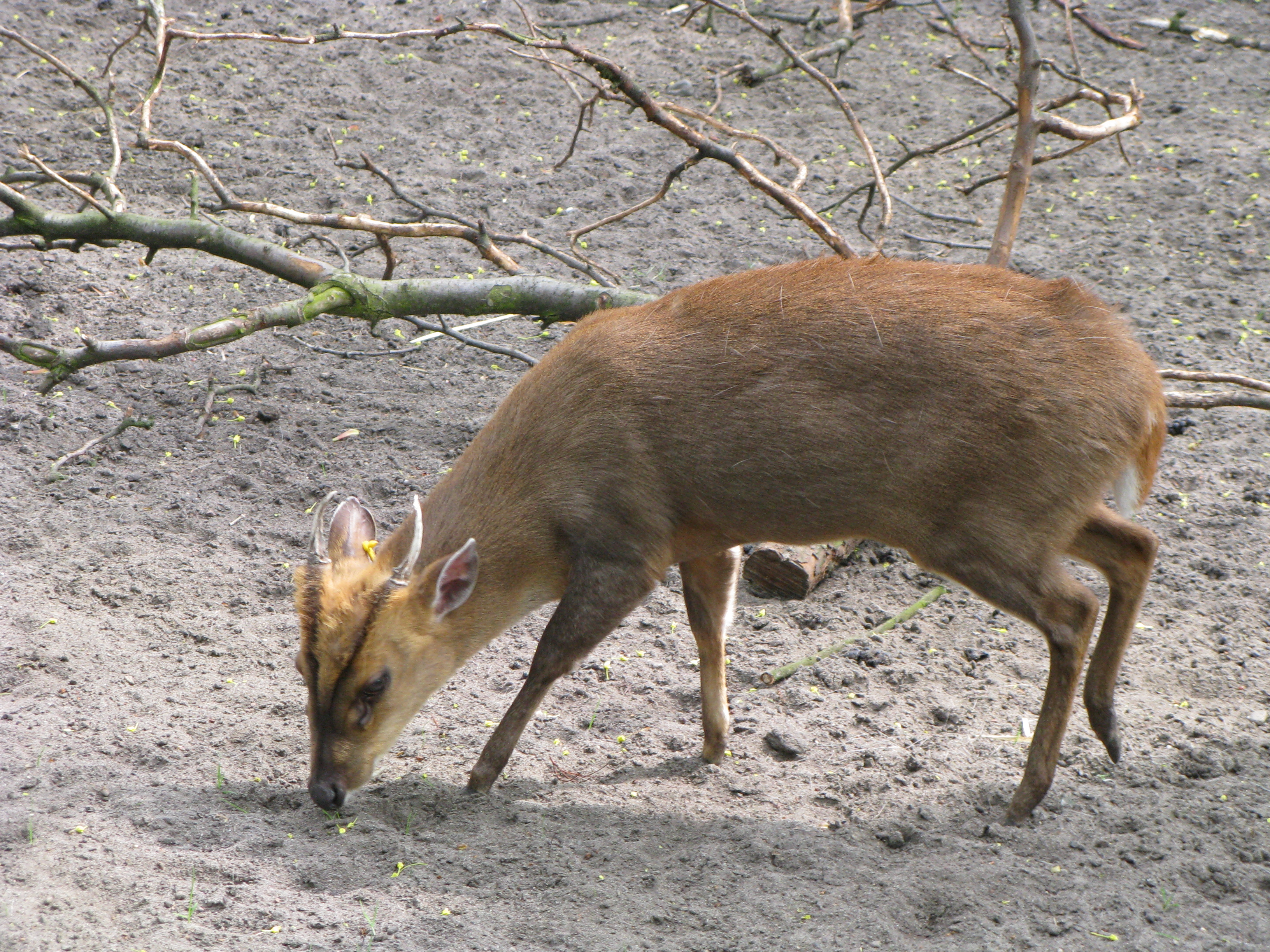
Mang Reeves
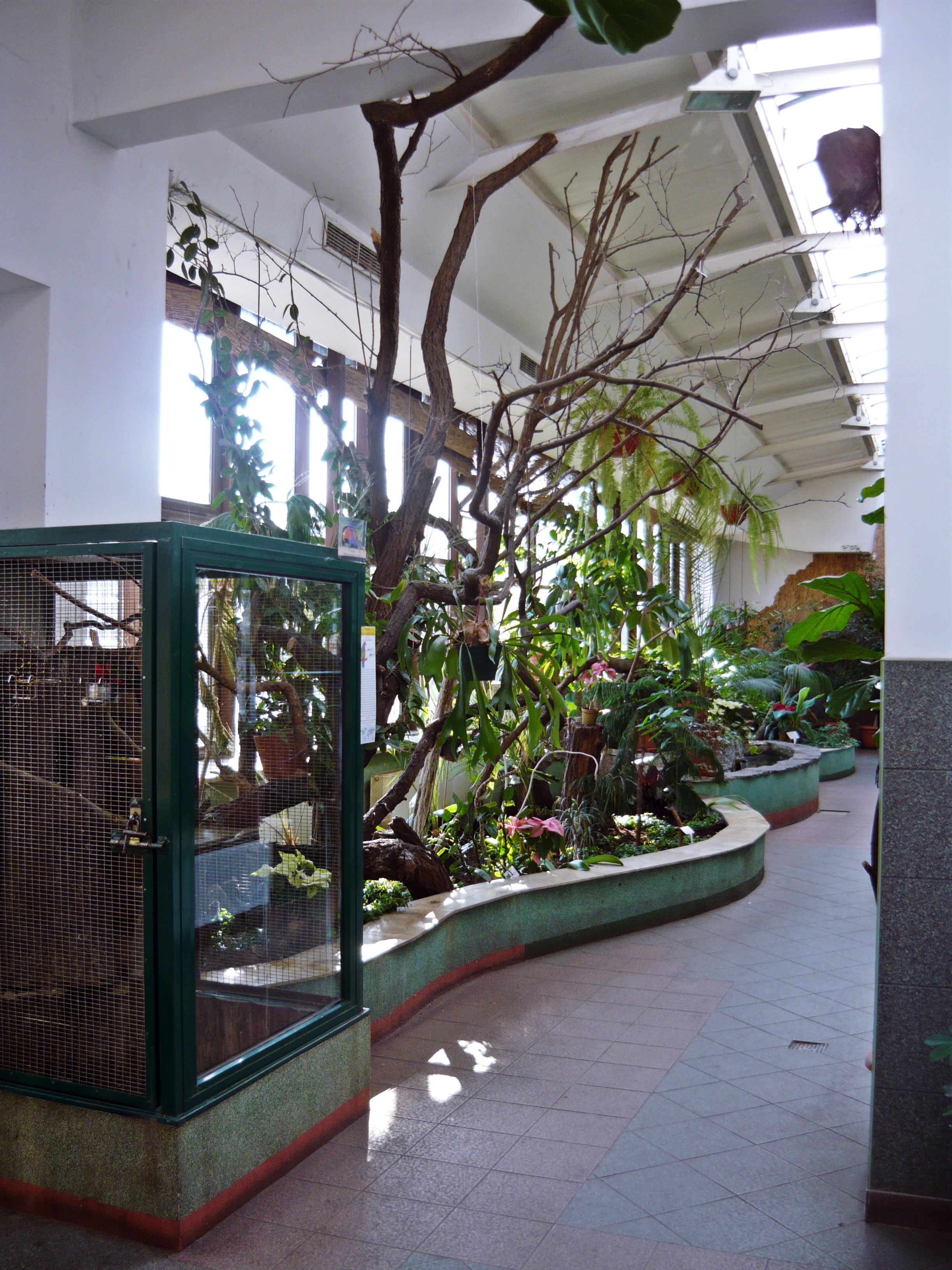
Một con chim ưng tại vườn thú Toruń
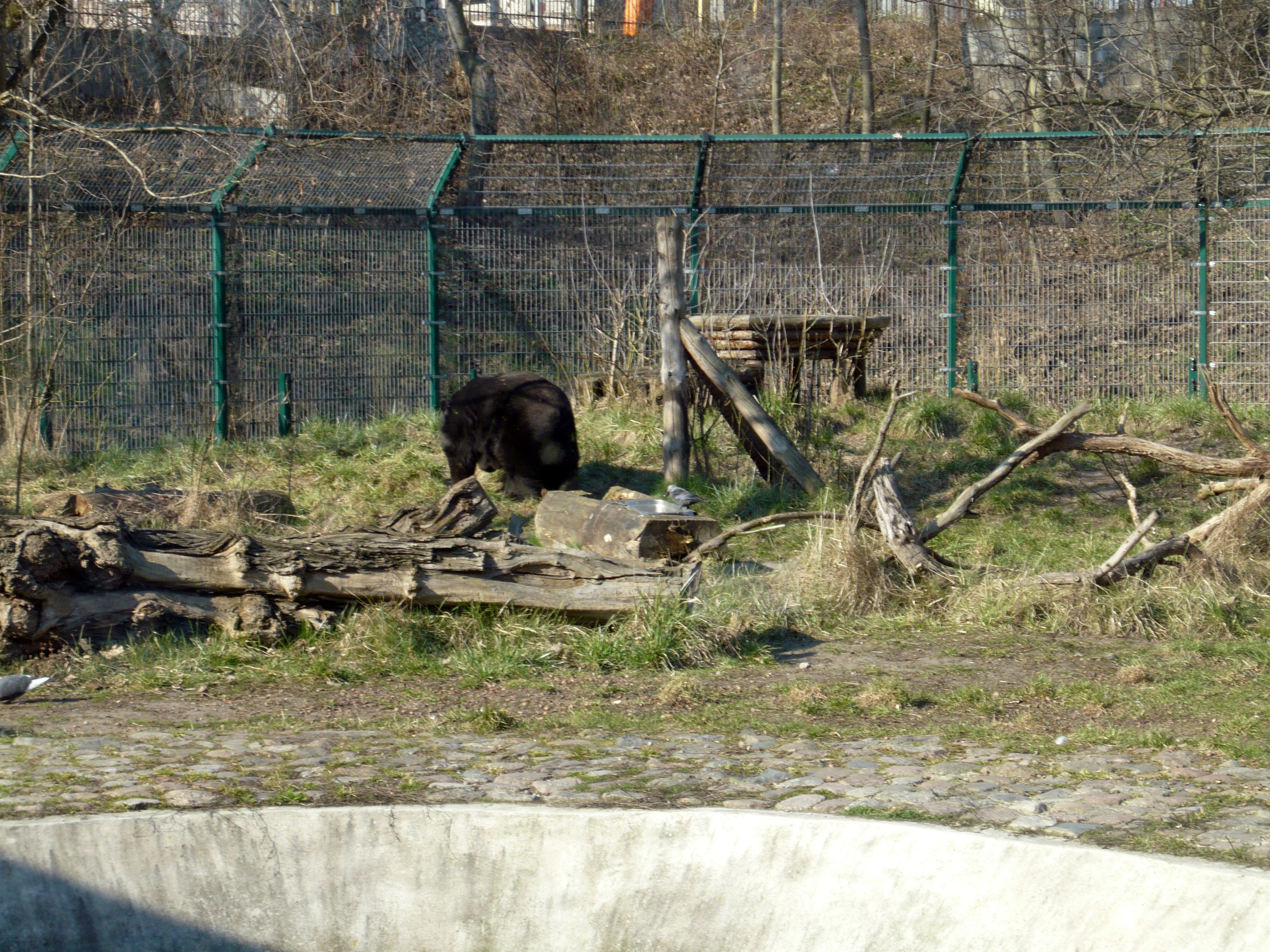
Gấu đen Himalaya
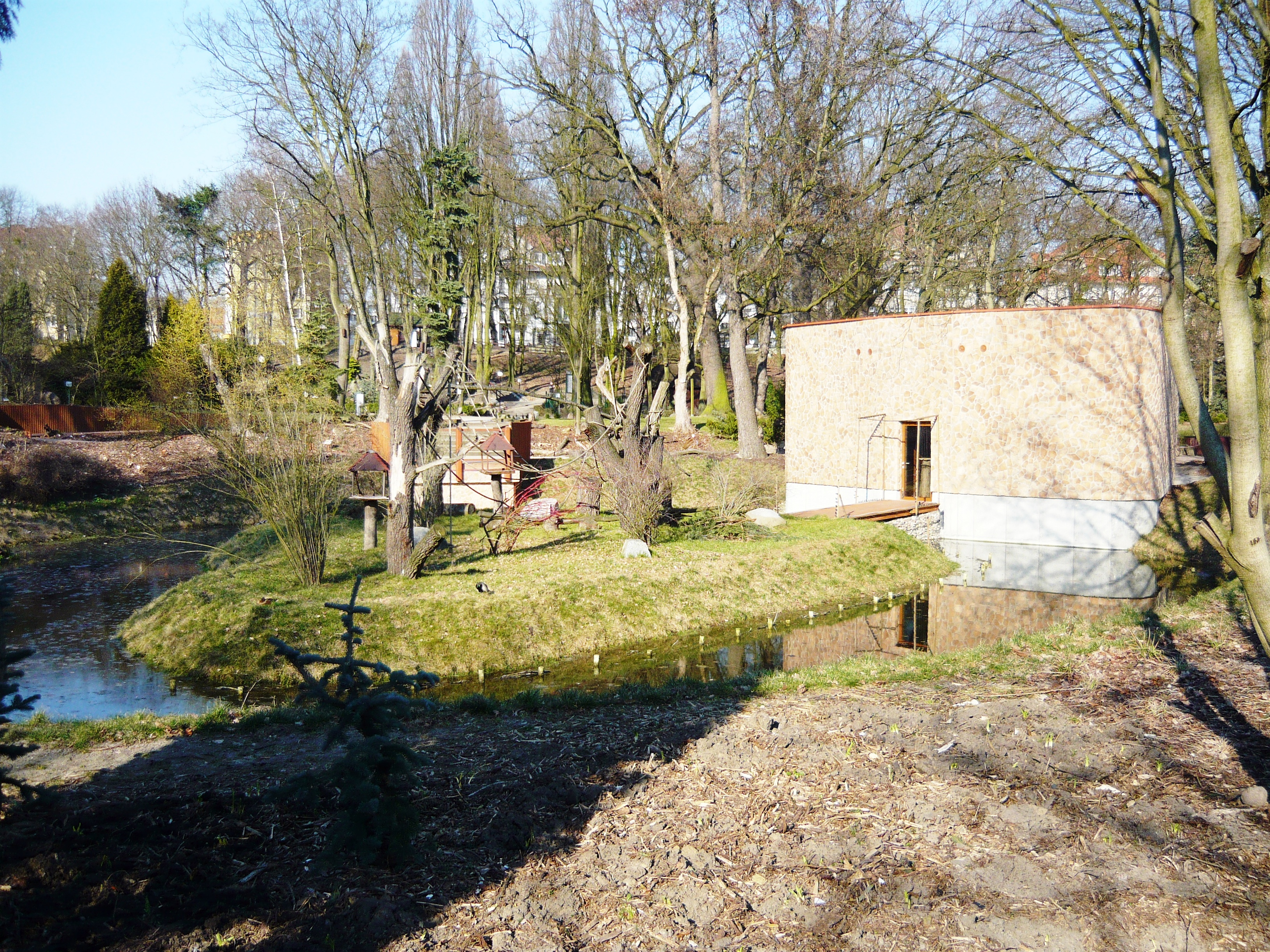
Đảo vượn
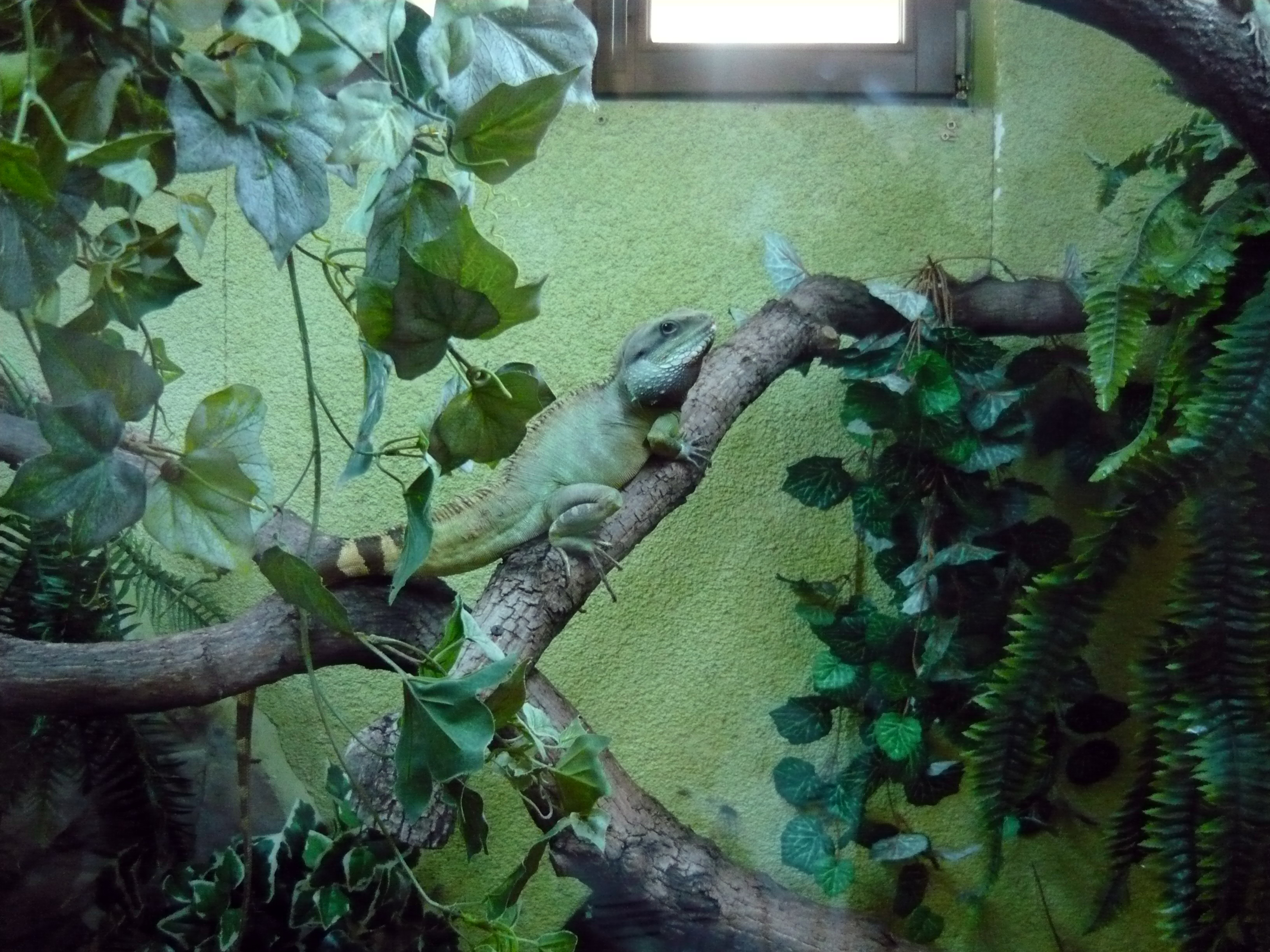
Rồng nước Trung Quốc trong lồng nuôi của sở thú
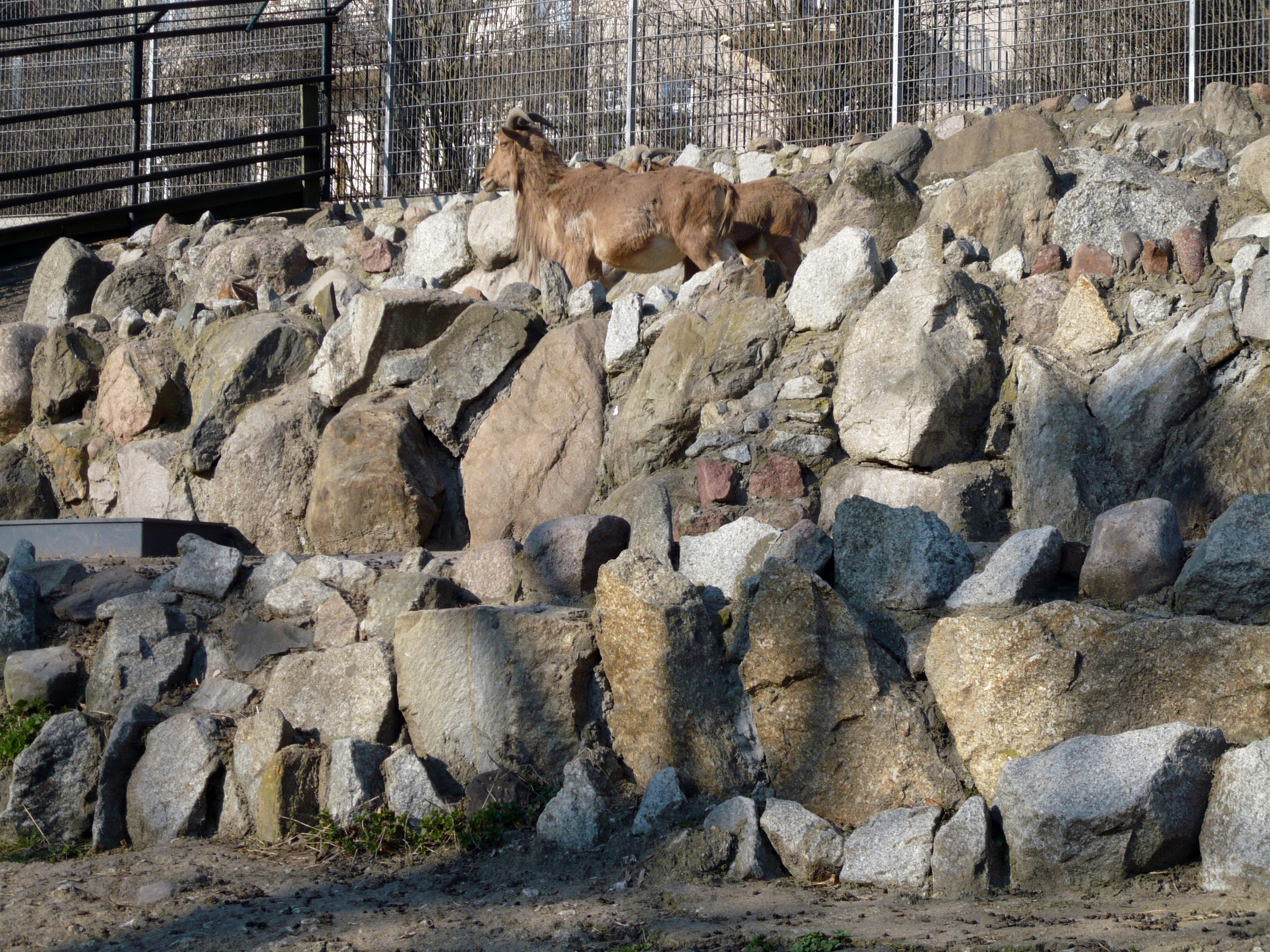
Cừu man rợ
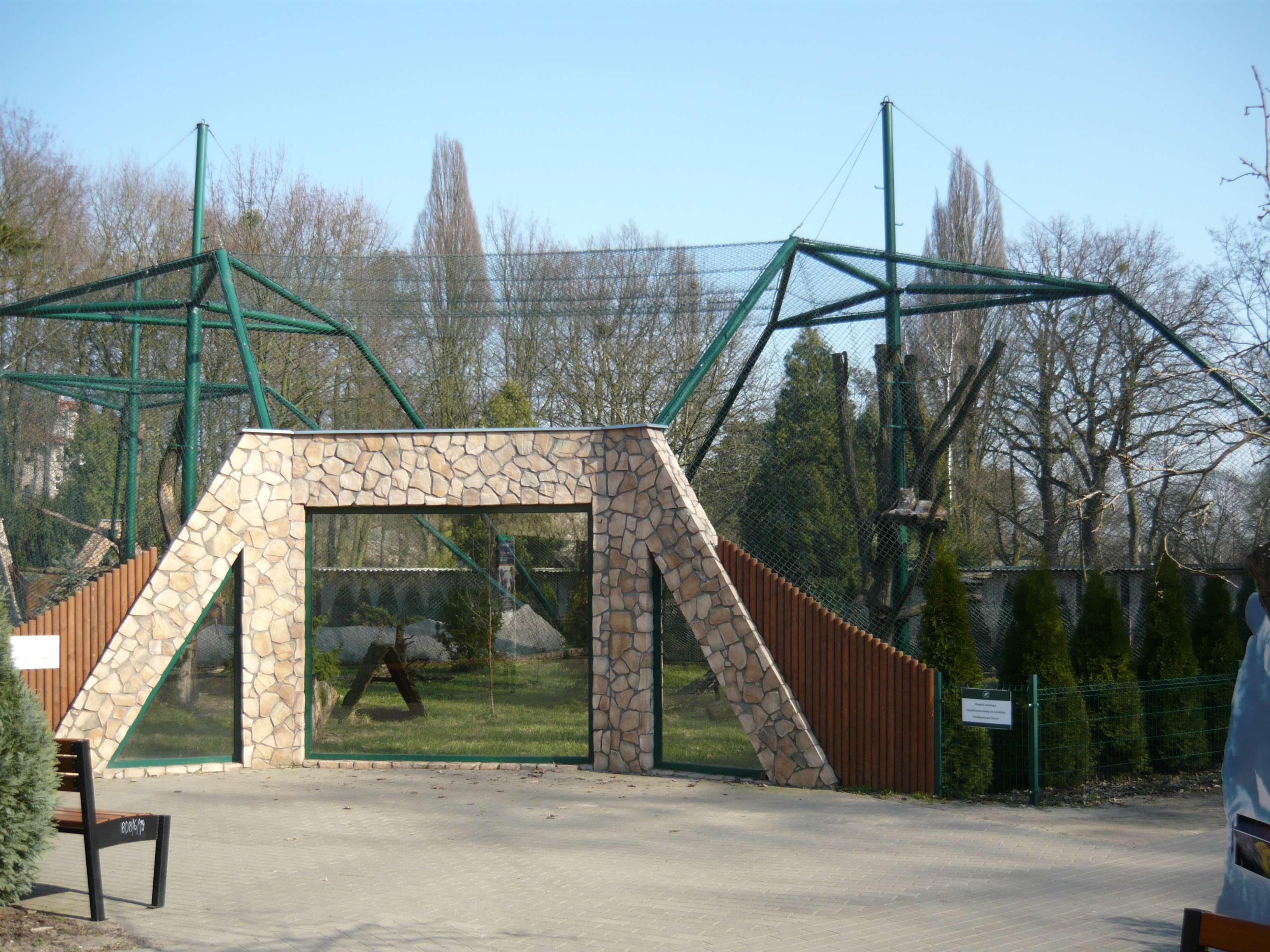
Gian hàng mèo lớn
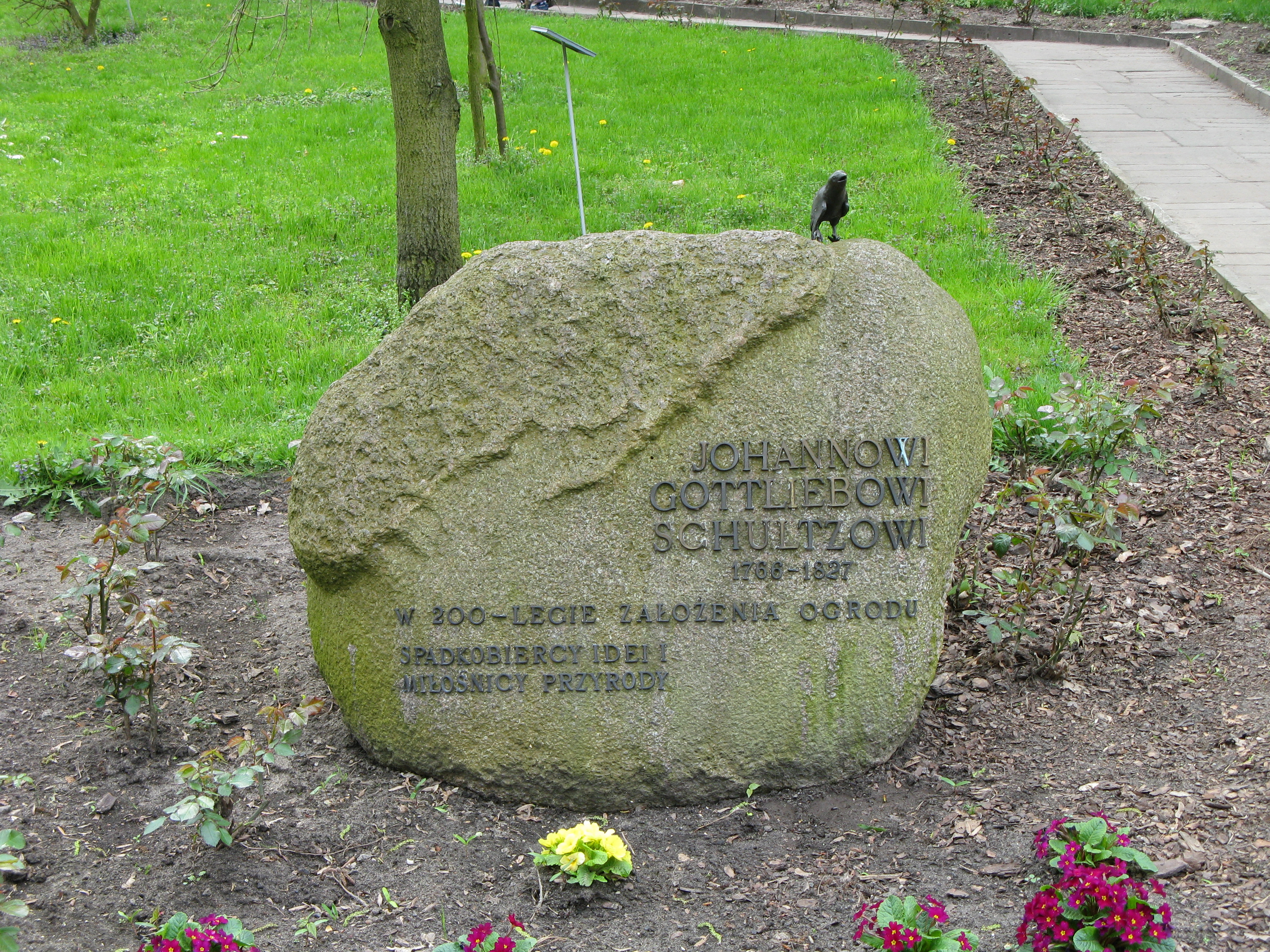
Một viên đá kỷ niệm dành cho Johann Gottlieb Schultz